# Zenometra columnaris
Zenometra columnaris is een haarster uit de familie Zenometridae.
De wetenschappelijke naam van de soort werd in 1881 gepubliceerd door Philip Herbert Carpenter.